# Natalis Comes
Pour les articles homonymes, voir Conti.
Natalis Comes (nom latinisé), ou encore Natale Conti, Noël Conti (Milan, v. 1520 - 1582) est un historien, mythographe et poète italien né à Milan en 1520 et mort dans la même cité en 1582. Il a cependant passé toute sa vie à Venise et y a publié tous ses livres. Natale Conti était un grand spécialiste de la mythologie grecque et égyptienne. Il croyait que dans les fables mythologiques étaient renfermées les vérités des sciences et la philosophie, et que les sages avaient choisi cette forme pour faciliter sa diffusion. Au XIXe siècle, Conti a été considéré comme le précurseur du symbolisme dans le domaine de l'histoire des religions (Carl Gustav Jung, Mircea Eliade, Ernst Cassirer). Il a laissé plusieurs recueils de poèmes néo-latins et des traductions. Il est le premier traducteur d'Athénée et a traduit plusieurs autres écrivains grecs.

## Biographie
Natale Conti naquit à Milan vers 1520. La célébrité qu’il s acquit par sa vaste science et ses nombreuses productions, fit que les Vénitiens, chez lesquels il en composa la majeure partie, et parmi lesquels il existait une famille Conti, voulurent au moins s’attribuer l’honneur de son origine, puisqu’ils ne pouvaient revendiquer celui de l’avoir vu naître dans leurs murs. Noël déclare lui-même, dans un de ses ouvrages, qu’il vit le jour à Milan ; mais dans presque tous il se qualifie vénitien : ce qui a fait dire par Marco Foscarini (Letteratura veneta, Venise 1752), que ce ne fut qu’accidentellement, et par l’effet d’un voyage que la mère de Noël avait fait dans la capitale du duché de Milan, qu’il y naquit ; qu’enfin sa famille était vénitienne et demeurait à Venise. Mais un autre Vénitien, l’abbé Girolamo Tartarotti, dans sa critique du livre de Foscarini, laquelle resta inédite par le crédit de celui-ci devenu doge, a démontré que la famille de Noël, originaire de Rome, était établie à Milan depuis plusieurs siècles. Le célèbre Maria Antonio Conti qui, dans la même ville, professa l’éloquence depuis 1540 jusqu’en 1555, et prit aussi, dans ses ouvrages, tous latins, le nom de Comes et de Marcus Antonius Majoragius, était probablement un proche parent, et l’oncle ou le père peut-être de Noël. Quoi qu’il en soit, celui-ci alla à Venise, lorsqu’il n’était encore qu’un enfant ; il y fit ses études, y composa presque tous ses ouvrages, dans lesquels, en se qualifiant vénitien, par reconnaissance sans doute envers Venise qui lui procurait tant de facilité pour les écrire et les faire imprimer, il montre néanmoins en quantité de passages, qu’il conservait pour Milane et pour plusieurs Milanais, une sorte d’attachement filial. Il y était même venu habiter quelques années, lorsqu’il était jeune encore, dans la maison du fameux jurisconsulte Gabrio Panigarola, qui le donna pour premier maître à son fils François. C’est là probablement qu’il composa le poème De anno, que l’on voit dédié par lui-même à Gabrio Panigarola. Filippo Argelati a dit en passant qu’il fut professeur à Padoue ; mais les historiens de l’université de cette ville ne font aucune mention de lui. On a très peu de notions sur la vie de cet auteur, qui mourut vers 1582.

## Œuvres
- Carmina scilicet de Horis liber unus (en grec et en latin) ; De anno libri IV ; Myrmicomyomachiæ (bataille des mouches avec les fourmis) libri IV ; Amatoriarum libri II ; Elegiarum libri VI, Venise, 1560. Ce fut vraisemblablement ce volume qui lui valut de la part de Scaliger la qualification de homo futilissimus.
- Mythologiæ, sive explicationes fabularum libri X ; in quibus naturalis et moralis philosophiæ dogmata in veterum fabulis contenta fuisse demonstratur, Venise, chez Alde le fils, en 1551 et 1581, souvent réimprimé. C’est par sa Mythologie que Noël Conti est le plus connu ; elle a fourni bien des matériaux à ceux-la même qui l’ont le plus décriée.
- De venatione, carminum libri IV, Hieron. Russelii scholiis illustrati cum argumentis Joan. Ant. Zanetti, Venise, chez Alde le fils, in-8°, 1551. Ce poème se trouve réuni à la Mythologie, dans plusicurs editions de celle-ci.
- Commentarii de acerrimo ac omnium difficillimo turcarum bello in insulam Melitam gesto, anno 1565, Venise, 1566, in-12. L’auteur y prit le nom de Hieronimi Comitis Alexandrini.
- Universæ historiæ sui temporis libri XXX, pars prima, in-4°, Venise, 1572. Cette édition a paru imaginaire à Foscarini, mais on en trouve des exemplaires dans plusieurs bibliothèques. L’histoire y commence à l’année 1545 et s’y continue jusqu’en 1572. Il en fut fait une seconde édition, in-folio, comme la précédente, à Venise, en 1581, par les soins de Gaspard Birschio ; et dans celle-là l’histoire est conduite jusqu’à cette même année, comme dans celle de Strasbourg en 1612, à laquelle la précédente avait servi de modèle. Un italien nommé Carlo Saraceni, en avait publié une traduction en sa langue, l’an 1589, Venise, 2 vol. in-4° ; on y trouve ce qui concerne Charles VI, les empereurs Ferdinand et Maximilien, ainsi que Philippe II, roi d’Espagne ; mais ces diverses additions ne paraissent point être tirées des manuscrits de Noël Conti, qui cependant avait composé vingt autres livres, indépendamment des trente qui ont été imprimés.

On doit à cet infatigable écrivain les premières traductions latines qui se soient faites, d’après le grec, des Deipnosophistes d’Athénée, du traité de Ménandre De genere demonstrativo, des livres De mirabilibus d’Aristote de la Rhétorique d’Hermogène, du Traité de l’Oraison par Démétrios de Phalère, de celui des Figures par Alexandre d'Aphrodise, et de quantité d’autres morceaux d’auteurs grecs. Il mit en vers latins ceux de Gorgias, de Zénon, de Xénophane, et transporta en outre de l’italien en latin l’ouvrage d’Enea Vico Sulle immagini delle Auguste.

## Publications
- Natalis Comitis mythologiae, sive explicationum fabularium, libri decem : in quibus omnia propé Naturalis & moralis philosophiae dogmata continentur. Eiusdem libri quatuor de Venatione...  Parisiis, apud Arnoldum Sittart, 1583. Ginebra), 1596. Cet ouvrage est le plus célèbre et il a servi comme référence pour la plupart d'artistes et poètes de la Renaissance dans toute l'Europe. Cette édition contient aussi De Venatione, un texte consacré à la chasse, et la Mythologie des muses du naturaliste français Geoffroi Linocier.